# Canton de Montcornet
Le canton de Montcornet est une ancienne division administrative française située dans le district de Laon du département de l'Aisne. Le canton avait pour chef-lieu Montcornet et comptait 16 communes à sa création.

## Histoire

### Révolution française
Le canton est créé le 18 février 1790 sous la Révolution française,. Le canton a compté 16 communes avec Montcornet pour chef-lieu : Agnicourt, Chaourse, Clermont-les-Fermes, Dizy-le-Gros, Lislet, Montcornet, Magny, Montigny-le-Franc, Pontséricourt, Renneval, Reuil, Séchelles, Tavaux, Vigneux, La Ville-aux-Bois-lès-Dizy et Vincy. Il est une subdivision du district de Laon qui disparait le 5 Fructidor An III (22 août 1795).
En 1792, Vincy, Reuil et Magny fusionnent pour former la commune de Vincy-Reuil-et-Magny. La même année, la commune de Tavaux-et-Pontséricourt est créée à partir des communes de Tavaux et Pontséricourt. En 1795, les communes d'Agnicourt et de Séchelles sont regroupées pour former la commune d'Agnicourt-et-Séchelles. Ainsi, en 1799, le canton compte alors 12 communes au lieu de 17 au moment de sa création. Lors de la création des arrondissements par la loi du 28 pluviôse an VIII (17 février 1800), le canton de Montcornet est rattaché à l'arrondissement de Laon.

### 1801 - 1804
L'arrêté du 3 vendémiaire an X (25 septembre 1801) entraine un redécoupage du canton de Montcornet qui est conservé. L'ensemble des 19 communes du canton de Rozoy-sur-Serre (Archon, Les Autels, Berlise, Brunehamel, Chéry-lès-Rozoy, Cuiry-lès-Iviers, Dagny-Lambercy, Dohis, Dolignon, Grandrieux, Montloué, Morgny-en-Thiérache, Noircourt, Parfondeval, Résigny, Rouvroy-sur-Serre, Rozoy-sur-Serre, Sainte-Geneviève et Soize) intègrent le canton tandis que 3 communes (Agnicourt-et-Séchelles, Montigny-le-Franc et Tavaux-et-Pontséricourt) rejoignent celui de Marle. Le nombre de communes passe alors de 12 à 28 communes.
Le canton disparaît le 24 ventôse an XII (14 mars 1804) avec la décision de transférer le chef-lieu du canton de Montcornet à Rozoy-sur-Serre,. Le canton change de nom pour devenir le canton de Rozoy-sur-Serre.

## Composition

### 1800
Juste avant son redécoupage, le canton de Montcornet est composé de 12 communes. Le tableau suivant en donne la liste, en précisant leur nom, leur population en 1793 puis en 1800.
| Communes                   | Population (1793) | Population (1800) | Canton actuel |
| -------------------------- | ----------------- | ----------------- | ------------- |
| Agnicourt-et-Séchelles     | 403               | 448               | Vervins       |
| Chaourse                   | 613               | 719               | Vervins       |
| Clermont-les-Fermes        | 74                | 40                | Vervins       |
| Dizy-le-Gros               | 1 220             | 1 233             | Vervins       |
| Lislet                     | 162               | 167               | Vervins       |
| Montcornet                 | 1 200             | 1 250             | Vervins       |
| Montigny-le-Franc          | 377               | 360               | Vervins       |
| Renneval                   | 312               | 379               | Vervins       |
| Tavaux-et-Pontséricourt    | 860               | 926               | Vervins       |
| Vigneux                    | 583               | 818               | Vervins       |
| La Ville-aux-Bois-lès-Dizy | 452               | 483               | Vervins       |
| Vincy-Reuil-et-Magny       | 320               | 276               | Vervins       |

### 1804
Juste avant sa disparition, le canton est composé de 28 communes : Archon, Les Autels, Berlise, Brunehamel, Chaourse, Chéry-lès-Rozoy, Clermont-les-Fermes, Cuiry-lès-Iviers, Dagny-Lambercy, Dizy-le-Gros, Dohis, Dolignon, Grandrieux, Lislet, Montcornet, Montloué, Morgny-en-Thiérache, Noircourt, Parfondeval, Renneval, Résigny, Rouvroy-sur-Serre, Rozoy-sur-Serre, Sainte-Geneviève, Soize, Vigneux-Hocquet, La Ville-aux-Bois-lès-Dizy et Vincy-Reuil-et-Magny.